# Dichato
Dichato – wieś w Chile, w regionie Biobío, w prowincji Concepción.
3059 mieszkańców (2002). Miejscowość została założona w 1826 roku. Wieś bardzo ucierpiała w wyniku trzęsienia ziemi w 2010 roku.
Co roku w Dichato odbywa się festiwal, w którym biorą udział artyści z regionu Biobío.